# Nikolaus Pálffy von Erdőd (Palatin)
Graf Nikolaus Pálffy von Erdöd, familienintern Nikolaus VI. (ungarisch Pálffy de Erdőd Miklós; * 1. März 1657; † 20. Februar 1732 in Pressburg) war ab 1718 Generalfeldmarschall der Kaiserlichen Armee und ab 1714 Palatin von Ungarn.

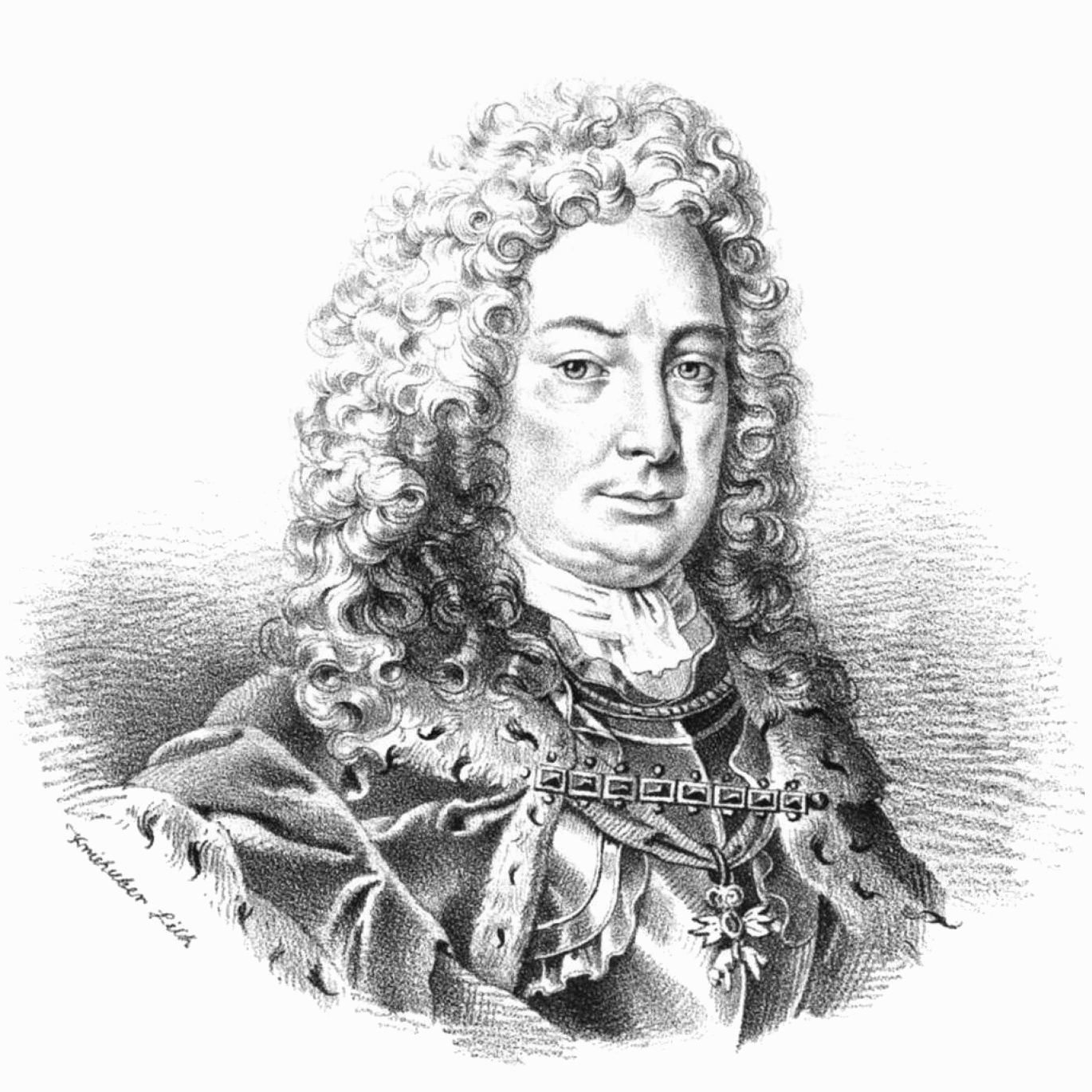
Palatin Nikolaus Pálffy von Erdöd (Lithographie von Josef Kriehuber, 1827)

## Herkunft
Die Pálffys zählten zu den ungarischen Uradel. Die ungarische Baronie wurde ihnen bereits 1581 verliehen. Seit 1599 wurden sie Reichsgrafen des HRR. Seine Eltern waren der böhmische Kanzler Nikolaus IV. von Palffy (1619–1679) und dessen Ehefrau Eleonore von Harrach (1634–1693).

## Leben und Wirken
Pálffy trat freiwillig in die Kriegsdienste des Kaisers, da Nikolaus sich gleich bei seinen ersten Verwendungen vor dem Feinde auszeichnete gelangte er schon vor dem Jahre 1683 an die Spitze des Pálffy’schen Haidukencorps (spätere Husarenregimenter). Aufgrund seiner Leistungen beim Entsatz von Wien und den nachfolgenden Feldzügen bis 1687 wurde er mit dem Kommando der Festung Esztergom betraut.
1688 befand er sich unter Kurfürst Max Emanuel von Bayern vor Belgrad, wo er mit seinen Reitern die Türken zum Verlassen der ersten Laufgräben zwang. Besonders genannt wird er auch in den Schlachten bei Batočina (Patačin) an der Morava und bei Nissa (Niš). Für sein Verhalten in dem letztgenannten Schlacht wurde Pálffy vom Kaiser Leopold I. mit einem „Allerhöchsten Dankbriefel“ ausgezeichnet, worauf er im Jahr 1690 zum Generalfeldwachtmeister vorrückte und noch in diesem Jahre bei Belgrad, 1691 bei Slankamen nächst Peterwardein anerkennenswerte Dienste leistete. Nun folgten rasch nacheinander Pálffy’s weitere Ernennungen: 1692 zum Feldmarschalllieutenant und Kommandanten von Kaschau, 1693 zum Obristlandeskämmerer in Ungarn, 1694 zum Obergespan und Schloßhauptmann von Preßburg, 1699 zum Feldzeugmeister, 1700 zum wirklichen geheimen Rath, 1701 zum Kronhüter und Obrist der kaiserlichen Leibgarde zu Fuß (Trabantengarde), 1711 zum Obriststallmeister der Kaiserin Eleonore und zum Ritter des goldenen Vlieses, 1713 zum Palatin von Ungarn, 1718 zum Generalfeldmarschall.
Auch während dieser Zeit ist Pálffy wiederholt bei der Bekämpfung der Türken mit guten Erfolgen tätig gewesen. Ferner bewirkte er eine zweckmäßige und rasche Bewaffnung der ungarischen Truppen, sorgte für genügende Bevorratung in den königlichen Land- und Feldzeughäusern und initiierte gemeinsam mit dem Kardinalerzbischofe von Kalocsa Emerich Graf Czáky im ungarischen Landtag vom 30. Juni 1722 in Pressburg die einhellige Annahme der Pragmatischen Sanktion.
Mit dem Prinzen Eugen von Savoyen korrespondierte Pálffy vertraulich über den Aufstand unter Rákóczi in der Zeit von 1704 an. Pálffy, welcher seit dem Jahre 1680 mit Elisabeth, geborener Freiin von Weichs verehelicht gewesen und mit ihr die sogenannte ältere Nikolaische Linie des Geschlechtes Pálffy begründet hatte, starb zu Preßburg und wurde in der Familiengruft im Franziskanerkloster zu Malacka beigesetzt.

## Familie
Pálffy heiratete 1680 die Freiin Katharina Elisabeth von Weichs († 5. Juni 1724), Tochter des Freiherren Ferdinand von Weichs und der Freiin Juliana Adolpha von Morrien. Das Paar hatte mehrere Kinder:
- Eleonore (* 7. November 1683; † 7. September 1729)[3] ⚭ Graf Franz Anton von Abensperg und Traun (* 4. Juni 1674; † 12. April 1741)[4][5]
- Philippine Elisabeth († 8. November 1732) ⚭ Graf Karl Cajetan von Longueval (* 11. Februar 1670; † 16. November 1750)[6]
- Johann (V.) (* 25. Juni 1685; † 5. August 1716), Oberst, gefallen bei Peterwardein
- Franz (III.) Laurenz (* 11. August 1686; † 24. März 1735), Generalmajor und Maltheser-Ritter, gestorben an den Spätfolgen einer Verwundung in der Schlacht bei Parma
- Leopold (* 14. Dezember 1681; † 27. März 1720), Oberst, gestorben an den Spätfolgen einer Verwundung in der Schlacht bei Höchstädt (1704) ⚭ Gräfin Maria Antonia Gratuity de Souches (* 13. Januar 1683; † 18. August 1750)
- Karl (II.) (* 16. August 1687; † 13. Januar 1720), Oberst, gestorben an den Spätfolgen einer Verwundung in der Schlacht bei Belgrad (1717)[7]
- Karoline (* 19. September 1689; † 19. Dezember 1759) ⚭ Karl von Roggendorf (* 25. Mai 1685; † 1738)
- Ferdinand (1690–1694)
- Ludwig (1690–1693)
- Maria (* 4. November 1695; † 6. März 1761) ⚭ Joseph Anton von Weißenwolff (* 4. November 1695; † 6. März 1761)